# His Favourite Pastime
His Favourite Pastime (br: Carlitos entre o bar e o amor / pt: Charlot galante) é um filme mudo de curta-metragem estadunidense de 1914, do gênero comédia, produzido por Mack Sennett para os Estúdios Keystone, dirigido por George Nichols e com Charles Chaplin no elenco.

## Sinopse
Carlitos, bastante bêbado, entra em um bar para beber e, tendo perdido todo o controle, começa a provocar desastres. A ação continua com novos incidentes quando, já na rua, segue uma linda moça até sua casa.

## Elenco
- Charles Chaplin .... bêbado trapalhão
- Roscoe Arbuckle .... bebedor maltrapilho
- Viola Barry .... jovem bonita